# Sainte-Colombe (Ródano)
Sainte-Colombe (também conhecida como: Sainte-Colombe-lès-Vienne) é uma comuna francesa na região administrativa de Auvérnia-Ródano-Alpes, no departamento de Ródano. Estende-se por uma área de 1,6 km², com 1 808 habitantes, segundo os censos de 1999, com uma densidade de 1 130 hab/km².